# セント・フィリップ教区 (バルバドス)

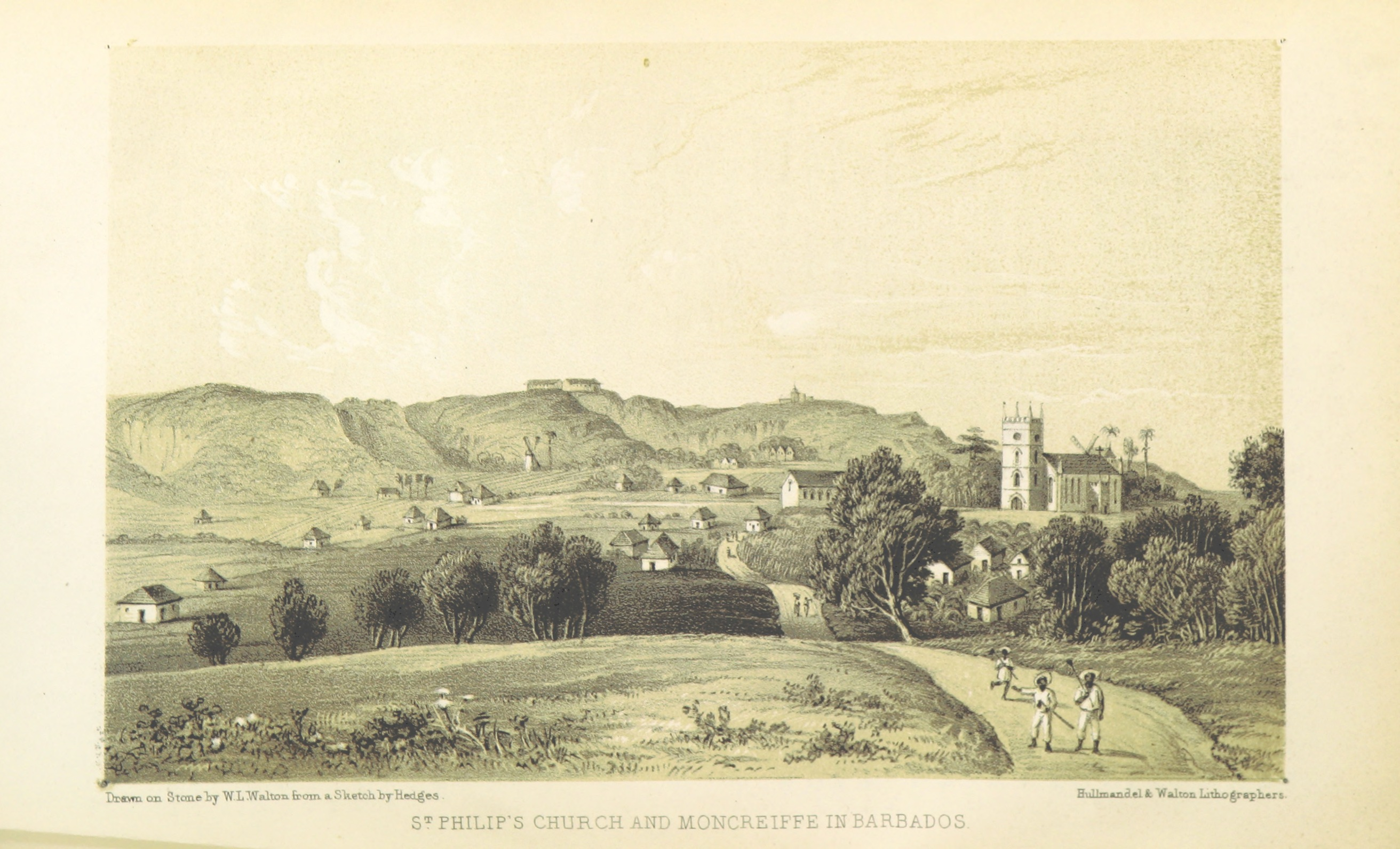
セント・フィリップ教会（1848年）

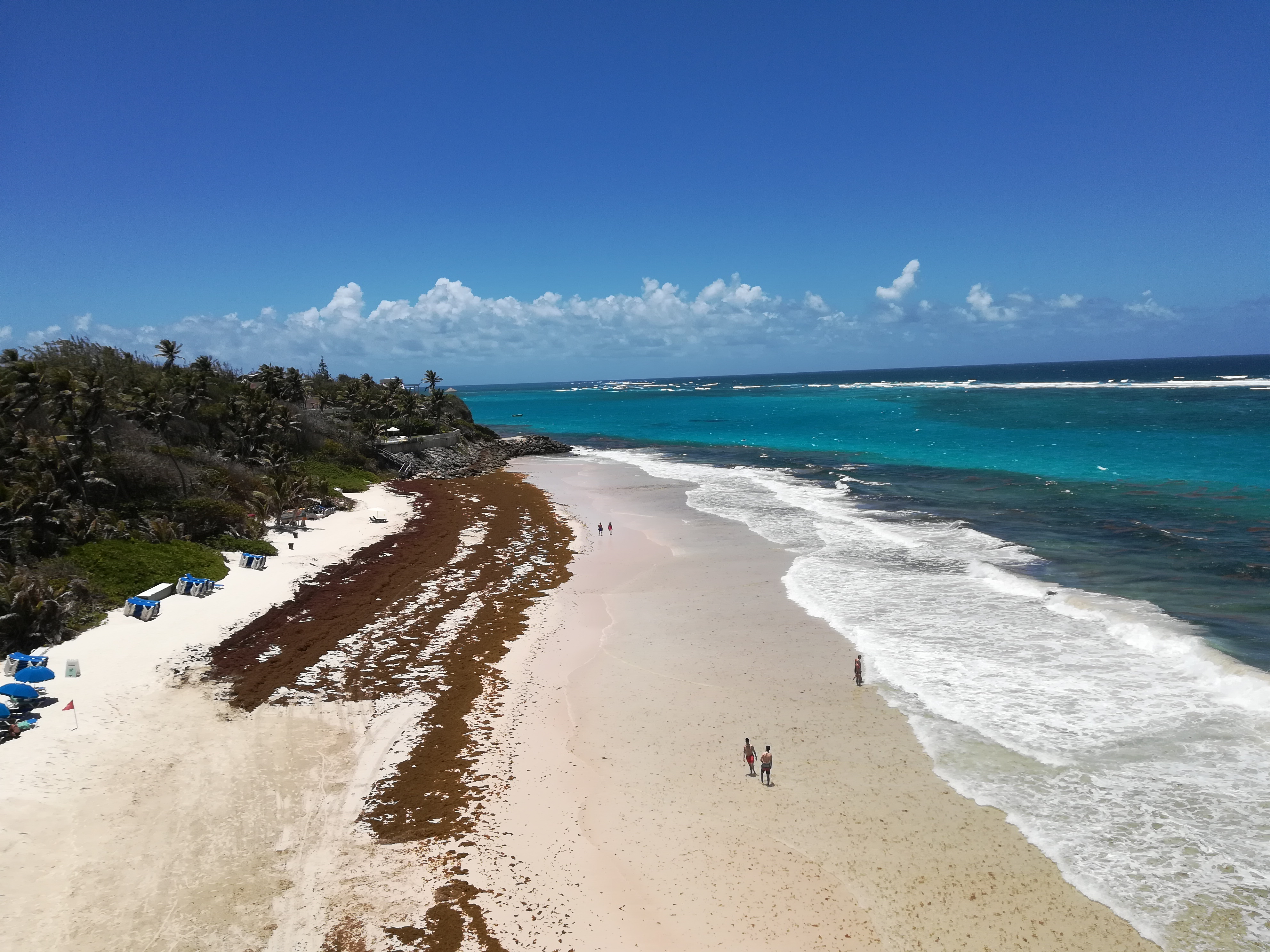
クレーン・ビーチ（2018年撮影）

セント・フィリップ教区（セント・フィリップきょうく、Parish of Saint Philip）はバルバドスの行政教区。島の南東部に位置し、無人島のカルペッパー島、国内最東端のキットリッジ岬（Kitridge Point）を管轄している。面積は60平方キロメートルで、11ある行政教区では最も大きい。人口は2010年国勢調査によると約3万人で、セント・マイケル教区、クライスト・チャーチ教区に次いで多い。
地形は全体的に海面に近い低地で、平坦な土地が広いことから農業が盛んである。海岸線には砂浜が広がっており、ザ・クレーンなどリゾート地が形成されている。クライスト・チャーチ教区との境界付近にあるウッドボーンでは、国内で唯一石油が生産されている。

## 主な集落
- チャーチヴィレッジ（英語版） (Church Villlage)
- ファウルベイ（英語版） (Foul Bay)
- シックス・クロス・ローズ（英語版） (Six Cross Roads)
- サンベリー（英語版） (Sunbury)
- ウッドボーン（英語版） (Woodbourne)

## 出身人物
- サンドラ・メイソン - 第8代総督
- フローンデル・スチュアート - 第8代首相